# Macroglossum glaucoptera
Macroglossum glaucoptera är en fjärilsart som beskrevs av Butler 1875. Macroglossum glaucoptera ingår i släktet Macroglossum och familjen svärmare. Inga underarter finns listade i Catalogue of Life.